# Limonium cofrentanum
Limonium cofrentanum, conocida como limonio de Cofrentes, ensopeguera de Cofrents o saladilla del yesar de Cofrentes, es una especie de planta herbácea perteneciente a la familia de las Plumbagináceas. Crece en suelos salinos y ricos en yeso en los alrededores de las hoces del río Cabriel en las provincias españolas de Cuenca y Valencia.

## Descripción
Limonium cofrentanum es una planta perenne que desarrolla varios tallos glabros de entre 1 y 10 cm, con hojas insertadas helicoidalmente. Estas hojas suelen ser de color verde únicamente en el tercio superior de los tallos apareciendo secas en la zona inferior. Las hojas poseen el limbo espatulado, el ápice romo y presenta una lámina de  entre 20 y 100 mm de longitud y 4 a 8 de anchura escasamente curvado hacia el envés. Las hojas jóvenes poseen un único nervio central (hojas uninervias) mientras que las hojas desarrolladas poseen entre 2 y 4 nervios laterales (hojas pinnatinervias) y se encuentran unidas al tallo mediante un peciolo de entre 1 y 3 mm de grosor y una longitud igual a 3/5 o 3/4 partes el limbo.
Las inflorescencias se desarrollan entre agosto y septiembre en escapos erectos y en zig-zag de entre 10 y 35 cm que ramifican cerca de la base. Estas inflorescencias alcanzan hasta 20 cm de longitud y poseen varias ramificaciones estériles cortas y ramificaciones fértiles insertadas en las ramas de primer orden en águlos variables de 45 a 65º. En el extremo de las ramificaciones fértiles desarrolla espigas de entre 20 y 80 cm rectas o levemente curvadas con espiguillas fasciculadas de 6 a 6,5 mm en número variable de 1 a 4 por centímetro. Las espigullas portan entre 2 y 7 flores con brácteas externas ovado triangulares o triangulares de ápice agudo o romo y entre 1,7 y 2,3 mm de longitud y 1,6 y 2,1 mm de anchura. Las brácteas internas son oblongo elípticas a elípticas con el ápice romo y entre 4,8 y 5,1 mm de longitud y entre 2,4 y 3,1 mm de anchura. Ambas brácteas tienen el margen poco notable y membranoso y una zona central carnosa. Las flores tienen un diámetro de entre 7 y 7,5 mm con un cáliz de entre 4,5 y 5,1 mm y de 1 a 2 mm más largo que las brácteas internas. El tubo del cáliz es piloso, posee varias costillas que no llegan hasta los dientes semielípticos o triángulo ovados de entre 0,5 a 0,8 mm de su extremo. Los pétalos son de color violáceo rojizo y tienen entre 8,8 y 9,5 mm de longitud y 2,2 y 2,4 mm de anchura, su margen es cuneiforme a espatulado y tiene el ápice emarginado.

## Taxonomía
Limonium cofrentanum fue descrita por Matthias Erben y publicada en Mitteilungen der Botanischen Staatssammlung, München 28: 313-417 en 1989.

## Hábitat
Se hallan poblaciones en los yesos triásicos del triángulo formado por Casas del Río, Jalance y Cofrentes en la provincia de Valencia. Esta especie es similar a Limonium Sucronicum y Limonium Lobetanicum, especies con las que comparte territorio.